# Oenopotinae
Oenopotinae é uma subfamília de gastrópode pertencente a família Conidae.

## Gêneros
- Curtitoma Bartsch, 1941
- Granotoma
- Gymnobela Verrill, 1884
- Lorabela Powell, 1951
- Obesotoma Bartsch, 1941
- Oenopota Mörch, 1852
- Oenopotella
- Propebela Iredale, 1918
- Venustoma